# دولوس
دولوس (یونانی باستان: Δόλος «فریب») در اساطیر یونان روح نیرنگ است. او همچنین در فریبکاری، حیله‌گری و خیانت استاد است. دولوس شاگرد تایتان پرومته و پسئودئا (دروغ‌ها) است. همتای زن او آپاتی است که الهه کلاهبرداری و فریب است. معادل رومی او منداسیوس است. برخی داستان‌ها از دولوس وجود دارد که خدایان را با دروغ فریب می‌داده‌است.

## تبارشناسی
دولوس پسر ایزدان نخستین یونان، گایا (زمین) و آیتر (هوا) و یا اربوس (تاریکی) و نیکس (شب) بود.

### هیژینوس
از اتر (هوا) و ترا/گایا (زمین) [به‌دنیا آمدند]: آلگوس (درد)، دولوس (حیله)، Ira / لایسا (خشم)، لوکتوس/پنتوس (مرثیه)، پسئودولوجیو (دروغ)، جاسجوراندوم/هورکوس (سوگند)، اولتیو/پونا (انتقام)، انتمپرانتیا (بی‌اعتدالی)، آلترچیلتو/آمفیلوژی (درگیری)، اوبلیویو/لته (فراموشی)، سوکوردیا/ارژیا (تنبلی)، فبوس (ترس)، سوپربیا (تکبر)، اینسستوم (Sacrilege)/هیسمینه (مبارزه).

### سیسرون
برادران و خواهران آن‌ها [آیتر و همرا] که نسب‌شناسان باستانی آن‌ها را کوپیدو/ اروس (عشق)، دولوس (گویل)، دیموس (ترس)، کار/پونوس (مشکل)، اینویندیا/نمسیس (حسادت)، فاتوم می‌نامند. موروس (سرنوشت)، سنکتوس/گراس (پیری)، مورس/تاناتوس (مرگ)، تنبرا/کرها (تاریکی)، میسریا/اویزیس(مصائب)، کوئرلا/موموس (شکایت)، گراتیا/فیلوتس (نفع)، آپاتی/فراوس (تقلب)، پرتیناسیا (سرسختی)، پارسه/مویرای (سرنوشت)، هسپریدس، سومنیا/اونیروسو نیروی (رؤیاها): همه این‌ها فرزندان اربوس (تاریکی) و نیکس (شب) هستند.

## اسطوره‌شناسی
دولوس زمانی معروف شد که تلاش کرد یک مجسمه تقلبی از الثیا بسازد تا مردم را فریب دهد و آن‌ها تصور کنند مجسمه واقعی را می‌بینند. خاک رسی که برای ساختن مجسمه استفاده می‌کرد تمام شد و مجبور شد پاها را ناتمام بگذارد. در آن زمان از ترس می‌لرزید، و استادش به تلاش او برای فریبکاری نگاه می‌کرد، و در کمال تعجب، پرومته از شباهت بین مجسمه‌ها بسیار شگفت‌زده شد، بنابراین دولوس در روش‌های حیله‌گرانه استاد شد.
روزی پرومته تصمیم گرفت تا با استفاده از مهارت خود مجسمه الثیا را بسازد تا بتواند مردم را فریب دهد. همان‌طور که مشغول کار بود زئوس او را فرا خواند. پرومته دولوس حیله‌گر را مسئول کارگاه خود گذاشت؛ دولوس یکی از شاگردان او شده بود. دولوس فرصت را غنیمت شمرده و از زمانی که در اختیار داشت استفاده کرد تا با انگشتان حیله‌گرش چهره‌ای هم‌اندازه مجسمه الثیا، با ویژگی‌های یکسان بسازد. هنگامی  مجسمه را تکمیل کرد که خاک رس برای پاهای او تمام شده بود. پرومته بازگشت، و دولوس به‌سرعت در صندلی خود نشست و از ترس می‌لرزید. پرومته از شباهت این دو مجسمه شگفت‌زده شد و می‌خواست به‌نظر برسد که همه این شباهت به‌دلیل مهارت خودش است. بنابراین هر دو مجسمه را در کوره گذاشت و وقتی کاملاً پخته شد، به هر دوی آن‌ها جان بخشید: الثیای مقدس (حقیقت) با قدم‌های سنجیده راه می‌رفت، درحالی‌که دوقلوی ناتمامش در پای او گیر کرده بود. بنابراین، آن مجسمه جعلی را مندسیوم (دروغ) نام نهاد، و گفت با افرادی که می‌گویند او پا ندارد موافق هستم: چیزی که دروغ است هر چند وقت یک‌بار می‌تواند با موفقیت شروع شود، اما با الثیا (حقیقت) مطمئناً پیروز خواهد شد.